# 충장대로
충장대로(Chungjang-daero Road, 忠壯大路, 부산광역시도 제71호선의 일부)는 부산의 주간선로이며, 구간은 부산 중구 중앙동 중앙사거리부터 부산 남구 문현동 동천삼거리까지다.
과거 문현교차로까지였으니 2010년 새주소 정비사업 때 동천삼거리까지 단축되었다. 동천삼거리 ~ 문현교차로 구간은 우암로에 편입되었다.

## 역사
- 2009년 7월 8일 : 2개 이상 구·군에 걸쳐 있는 도로로 충장대로를 고시[1]

## 주요 경유지
부산광역시
- 중구 - 동구 - 남구

## 노선
| 이름                 | 접속 노선                                            | 소재지     | 소재지 | 비고                      |
| -------------------- | ---------------------------------------------------- | ---------- | ------ | ------------------------- |
| 중앙동사거리         | 부산광역시도 제61호선 (중앙대로)                     | 부산광역시 | 중구   |                           |
| 세관삼거리           | 부산광역시도 제63호선 (대교로)                       | 부산광역시 | 중구   |                           |
| 부산항국제여객터미널 |                                                      | 부산광역시 | 중구   |                           |
| 2부두                |                                                      | 부산광역시 | 중구   |                           |
| (영주고가교 북단)    | 대영로                                               | 부산광역시 | 동구   |                           |
| 3부두                |                                                      | 부산광역시 | 동구   |                           |
| 제1지하차도 교차로   | 중앙대로260번길                                      | 부산광역시 | 동구   | 중앙동 방면만 진출입 가능 |
| 4부두                |                                                      | 부산광역시 | 동구   |                           |
| 제2지하차도 교차로   | 중앙대로308번길                                      | 부산광역시 | 동구   | 중앙동 방면만 진출입 가능 |
| 5부두                | 부산광역시도 제11호선 (번영로)                       | 부산광역시 | 동구   | 충장고가로 시점           |
| 부두사거리           | 부산광역시도 제33호선 (관문대로) 성남로              | 부산광역시 | 동구   |                           |
| 항만삼거리           | 부산광역시도 제7101호선 (범일로)                     | 부산광역시 | 동구   |                           |
| 범일 나들목          | 부산광역시도 제11호선 (번영로)                       | 부산광역시 | 동구   |                           |
| 부두교               |                                                      | 부산광역시 | 동구   |                           |
| 남구                 |                                                      | 부산광역시 |        |                           |
| 동천삼거리           | 부산광역시도 제71호선 부산광역시도 제73호선 (우암로) | 부산광역시 |        |                           |

## 주요 건물 및 시설
- 부산출입국관리사무소, 부산세관 (부산광역시 중구 충장대로 20)
- 부산항국제여객터미널 (부산광역시 중구 충장대로 24)
- 남해해양경비안전본부 (부산광역시 동구 충장대로 325)
- 부산지방해양수산청 (부산광역시 동구 충장대로 351)